# رائول گانیان
رائول گانیان (انگلیسی: Raúl Gañán؛ زادهٔ ۲۰ دسامبر ۱۹۷۴) بازیکن فوتبال اهل اسپانیا است.
از باشگاه‌هایی که در آن بازی کرده‌است می‌توان به باشگاه فوتبال ایبار، باشگاه فوتبال دپورتیوو آلاوس، و باشگاه فوتبال اتلتیک بیلبائو بی اشاره کرد.